# جيونغيوب
جيونغيوب هي مستوطنة، ومدينة، تتبع مقاطعة جولا الشمالية، بلغ عدد سكانها 110٬194 نسمة، في 2015، تبلغ مساحتها 693 كيلومتر مربع، رمزها البريدي هو 56143–56214.

## المناخ
يظهر الجدول التالي التغييرات المناخية على مدار السنة لجيونغيوب:
| البيانات المناخية لـجيونغيوب                                                  | البيانات المناخية لـجيونغيوب | البيانات المناخية لـجيونغيوب | البيانات المناخية لـجيونغيوب | البيانات المناخية لـجيونغيوب | البيانات المناخية لـجيونغيوب | البيانات المناخية لـجيونغيوب | البيانات المناخية لـجيونغيوب | البيانات المناخية لـجيونغيوب | البيانات المناخية لـجيونغيوب | البيانات المناخية لـجيونغيوب | البيانات المناخية لـجيونغيوب | البيانات المناخية لـجيونغيوب | البيانات المناخية لـجيونغيوب |
| الشهر                                                                         | يناير                        | فبراير                       | مارس                         | أبريل                        | مايو                         | يونيو                        | يوليو                        | أغسطس                        | سبتمبر                       | أكتوبر                       | نوفمبر                       | ديسمبر                       | المعدل السنوي                |
| ----------------------------------------------------------------------------- | ---------------------------- | ---------------------------- | ---------------------------- | ---------------------------- | ---------------------------- | ---------------------------- | ---------------------------- | ---------------------------- | ---------------------------- | ---------------------------- | ---------------------------- | ---------------------------- | ---------------------------- |
| الدرجة القصوى °م (°ف)                                                         | 18.5 (65.3)                  | 21.5 (70.7)                  | 27.3 (81.1)                  | 31.0 (87.8)                  | 34.1 (93.4)                  | 34.2 (93.6)                  | 37.3 (99.1)                  | 37.8 (100.0)                 | 35.0 (95.0)                  | 30.5 (86.9)                  | 27.6 (81.7)                  | 19.6 (67.3)                  | 37.8 (100.0)                 |
| متوسط درجة الحرارة الكبرى °م (°ف)                                             | 4.3 (39.7)                   | 6.7 (44.1)                   | 12.3 (54.1)                  | 19.4 (66.9)                  | 24.3 (75.7)                  | 27.8 (82.0)                  | 30.2 (86.4)                  | 31.1 (88.0)                  | 26.9 (80.4)                  | 21.4 (70.5)                  | 14.0 (57.2)                  | 7.2 (45.0)                   | 18.8 (65.8)                  |
| المتوسط اليومي °م (°ف)                                                        | −0.5 (31.1)                  | 1.3 (34.3)                   | 6.0 (42.8)                   | 12.3 (54.1)                  | 17.8 (64.0)                  | 22.0 (71.6)                  | 25.5 (77.9)                  | 25.9 (78.6)                  | 21.2 (70.2)                  | 14.9 (58.8)                  | 8.2 (46.8)                   | 2.1 (35.8)                   | 13.1 (55.6)                  |
| متوسط درجة الحرارة الصغرى °م (°ف)                                             | −4.8 (23.4)                  | −3.3 (26.1)                  | 0.6 (33.1)                   | 6.0 (42.8)                   | 11.8 (53.2)                  | 17.1 (62.8)                  | 21.8 (71.2)                  | 21.9 (71.4)                  | 16.6 (61.9)                  | 9.4 (48.9)                   | 3.2 (37.8)                   | −2.3 (27.9)                  | 8.2 (46.8)                   |
| أدنى درجة حرارة °م (°ف)                                                       | −19.8 (−3.6)                 | −20.0 (−4.0)                 | −10.9 (12.4)                 | −4.2 (24.4)                  | 2.4 (36.3)                   | 8.5 (47.3)                   | 13.1 (55.6)                  | 11.6 (52.9)                  | 5.6 (42.1)                   | −1.5 (29.3)                  | −10.4 (13.3)                 | −15.2 (4.6)                  | −20.0 (−4.0)                 |
| الهطول مم (إنش)                                                               | 40.2 (1.58)                  | 41.3 (1.63)                  | 55.2 (2.17)                  | 75.3 (2.96)                  | 94.6 (3.72)                  | 156.1 (6.15)                 | 279.7 (11.01)                | 270.3 (10.64)                | 151.0 (5.94)                 | 54.3 (2.14)                  | 57.8 (2.28)                  | 41.6 (1.64)                  | 1٬317٫3 (51.86)              |
| متوسط أيام هطول الأمطار (≥ 0.1 mm)                                            | 10.1                         | 8.0                          | 8.9                          | 7.4                          | 8.2                          | 9.1                          | 13.7                         | 14.1                         | 8.9                          | 6.4                          | 8.6                          | 9.9                          | 113.3                        |
| متوسط الأيام المثلجة                                                          | 9.4                          | 6.0                          | 2.5                          | 0.1                          | 0.0                          | 0.0                          | 0.0                          | 0.0                          | 0.0                          | 0.0                          | 2.2                          | 7.1                          | 27.4                         |
| متوسط الرطوبة النسبية (%)                                                     | 74.4                         | 70.7                         | 66.3                         | 62.7                         | 65.5                         | 71.4                         | 77.3                         | 76.6                         | 75.5                         | 71.8                         | 72.2                         | 74.4                         | 71.6                         |
| ساعات سطوع الشمس الشهرية                                                      | 149.0                        | 161.0                        | 195.7                        | 225.4                        | 235.8                        | 193.5                        | 174.6                        | 195.6                        | 191.0                        | 206.3                        | 157.2                        | 141.5                        | 2٬229                        |
| نسبة وصول أشعة الشمس                                                          | 47.8                         | 52.4                         | 52.8                         | 57.4                         | 54.2                         | 44.4                         | 39.4                         | 46.8                         | 51.3                         | 58.9                         | 50.8                         | 46.5                         | 50.1                         |
| المصدر: Korea Meteorological Administration (percent sunshine and snowy days) |                              |                              |                              |                              |                              |                              |                              |                              |                              |                              |                              |                              |                              |

## مدن توأم
المدن التوأم:
- شوزهو[10]
- ناريتا، تشيبا[10]
- سوكوتشو[10]
- حي جونغنو[10]
- ساتشيون[10]
- Suseong District [الإنجليزية]‏.[10]

## أعلام
- تشوي يو سام
- كيونغ سوك شين